# Cacia newmanni
Cacia newmanni là một loài bọ cánh cứng trong họ Cerambycidae.